# Banco Votorantim
Banco Votorantim is een bank in São Paulo, Brazilië.
De bank dateert uit 1988 en beide eigenaars, Votorantim Groep en Banco do Brasil, delen elk de helft van de aandelen.